# Rabais (ruisseau)
Le Rabais (ou Rabai) est un ruisseau de Gaume, dans la partie méridionale de la province de Luxembourg, en Belgique, affluent en rive droite de la Ton faisant partie du bassin versant de la Meuse via la Chiers. Il coule entièrement en province de Luxembourg.

## Parcours
Prenant sa source, ou plutôt ses deux sources, dans le bois de Bonlieu, à proximité de la chapelle Notre-Dame-de-Bonlieu.  Il descend vers le sud où il alimente trois étangs dont deux sont très populaires pour leur richesse poissonneuse.  Il se jette ensuite dans le Ton un peu à l’ouest du village de Belmont.  Son parcours n’est pas plus long que 4,5 kilomètres.